# Кругле (Челябінська область)
Кругле (рос. Круглое) — присілок у Красноармійському районі Челябінської області Російської Федерації.
Входить до складу муніципального утворення Баландинське сільське поселення. Населення становить 331 особу (2010).

## Історія
Від 13 січня 1941 року належить до Красноармійського району Челябінської області.
Згідно із законом від 9 липня 2004 року органом місцевого самоврядування є Баландинське сільське поселення.

## Населення
| 2002 | 2010 |
| ---- | ---- |
| 254  | ↗331 |